# Canadas ishockeylandshold (damer)
Canadas ishockeylandshold for kvinder er det canadiske landshold i ishockey for kvinder, der reguleres af Hockey Canada. Landstræneren er Troy Ryan. Holdet repræsenterer Canada ved VM i ishockey og andre internationale turneringer.

## Resultater

### Olympiske lege
| År   | Værtsland | Værtsby                                         | Resultat |
| ---- | --------- | ----------------------------------------------- | -------- |
| 1998 | Japan     | Nagano                                          | Sølv     |
| 2002 | USA       | Provo / West Valley City, Utah (Salt Lake City) | Guld     |
| 2006 | Italien   | Torino                                          | Guld     |
| 2010 | Canada    | Vancouver, British Columbia                     | Guld     |
| 2014 | Rusland   | Sotji                                           | Guld     |
| 2018 | Sydkorea  | Gangneung (Pyeongchang)                         | Sølv     |
| 2022 | Kina      | Beijing                                         | Guld     |

### VM i ishockey
| År   | Værtsland | Værtsby                                                                                    | Resultat |
| ---- | --------- | ------------------------------------------------------------------------------------------ | -------- |
| 1990 | Canada    | Ottawa                                                                                     | Guld     |
| 1992 | Finland   | Tampere                                                                                    | Guld     |
| 1994 | USA       | Lake Placid, New York                                                                      | Guld     |
| 1997 | Canada    | Kitchener, Brantford / Brampton / Hamilton / London / Mississauga / North York, Ontario    | Guld     |
| 1999 | Finland   | Espoo / Vantaa                                                                             | Guld     |
| 2000 | Canada    | Mississauga / Barrie / Kitchener / London / Niagara Falls / Oshawa / Peterborough, Ontario | Guld     |
| 2001 | USA       | Minneapolis / Blaine / Fridley / Plymouth / Rochester / St. Cloud, Minnesota               | Guld     |
| 2004 | Canada    | Halifax / Dartmouth, Nova Scotia                                                           | Guld     |
| 2005 | Sverige   | Linköping / Norrköping                                                                     | Sølv     |
| 2007 | Canada    | Winnipeg / Selkirk, Manitoba                                                               | Guld     |
| 2008 | Kina      | Harbin                                                                                     | Sølv     |
| 2009 | Finland   | Hämeenlinna                                                                                | Sølv     |
| 2011 | Schweiz   | Zurich                                                                                     | Sølv     |
| 2012 | USA       | Burlington                                                                                 | Guld     |
| 2013 | Canada    | Ottawa, Ontario                                                                            | Sølv     |
| 2015 | Sverige   | Malmö                                                                                      | Sølv     |
| 2016 | Canada    | Kamloops, British Columbia                                                                 | Sølv     |
| 2017 | USA       | Plymouth                                                                                   | Sølv     |
| 2019 | Finland   | Espoo                                                                                      | Bronze   |
| 2020 | Canada    | Halifax / Truro, Nova Scotia                                                               | Aflyst   |
| 2021 | Canada    | Calgary, Alberta                                                                           | Guld     |